# Seznam skladatelů vážné hudby, F
Seznam skladatelů vážné hudby podle abecedy:
A – B –
C – Č –
D – E – 
F – G –
H – Ch –
I – J –
K – L –
M – N –
O – P –
Q – R –
Ř – S –
Š – T –
U – V –
W – X –
Y – Z –
Ž

## Fa
- Giuseppe Fabbrinni (?–1708)
- Mikuláš Faber (?–1673)
- Elisenda Fabregas (1955)
- Thomas Fabri (1400–1415)
- Jacob Fabricius (1840–1919)
- Petrus Fabricius (1587–1651)
- Vincenzo Fabrizi (1764–1812)
- Franco Faccio (1840–1891)
- Giacomo Facco (1676–1753)
- Albert Rudolph Faesy (1837–1891)
- Gideon Fagan (1904–1980)
- Shane Fage (1964)
- Sebastian Fagerlund (1972)
- Nicola Fago (1677–1745)
- Pasquale Fago (1740–1794)
- Philipp Fahrbach (1815–1885)
- Blair Fairchild (1877–1933)
- James Remingtom Fairlamb (1838–1908)
- Clara Faisst (1872–1948)
- Richard Faith (1926)
- Roberto Falabella  (1926–1958)
- Adam Falckenhagen (1697–1761)
- Michele Falco (1688–1732)
- Andrea Falconieri (1585–1656)
- Stanislao Falchi (1851–1922)
- Jurij Alexandrovič Falik (1936)
- Leopold Fall (1873–1925)
- Manuel de Falla (1876–1946)
- Gabriele Fallamero ([[]]–1584)
- Friedrich Richard Faltin (1835–1918)
- Leoš Faltus (1937)
- Rodolfo Falvo (1874–1936)
- Alexander Sergejevič Famicin (1841–1896)
- Ernest Fanelli (1860–1917)
- Eaton Faning (1850–1927)
- Girolamo Fantini (1600–1675)
- Béla Faragó (1961)
- Harold Farberman (1929)
- Alexandre de Faria (1972)
- Carlo Farina (1604–1639)
- Carlos Farinas (1934–2002)
- Giuseppe Farinelli (1769–1836)
- Farinelli (1705–1782)
- Alexander Faris (1921)
- Harry Farjeon (1878–1948)
- Ferenc Farkas (1905–2000)
- Imre Farkas (1879–1976)
- Ödön Farkas (1851–1912)
- Henry George Farmer (1882–1965)
- John Farmer (1570–1625)
- Giles Farnaby (1563–1640)
- Richard Farnaby (1594–1623)
- David Farquhar (1928–2007)
- Gareth Farr (1968)
- Richard Farrant (1525–1580)
- Bernadette Farrell (1957)
- Louise Farrenc (1804–1875)
- Arthur Farwell (1872–1952)
- Johann Friedrich Fasch (1688–1758)
- Francesco Fasoli (?–1712)
- Giovanni Battista Fasolo (1598–1665)
- Aleksej Ivanovič Fatjanov (1919–1959)
- Gabriel Fauré (1845–1924)
- Jean-Baptiste Fauré (1830–1914)
- Robert Fayrfax (1464–1521)

## Fe
- Reinhard Febel (1952)
- Ivan Fedele (1953)
- Carlo Fedeli (1622–1685)
- Ruggiero Fedeli (1655–1722)
- Vito Fedeli (1866–1933)
- Joel Feigin (1951)
- Samuil Jevgenjevič Fejnberg (1890–1962)
- Richard Felciano (1930)
- Jindřich Feld (1925–2007)
- Eric Feldbusch (1922)
- David Felder (1953)
- Morton Feldman (1926–1987)
- Sinowi Feldman (1893–1942)
- Johann Georg Feldmayer (1756–1831)
- Alessandro Felici (1742–1772)
- Hugo Felix (1866–1934)
- Václav Felix (skladatel) (1928)
- Vittorio Fellegara (1927)
- Fedele Fenaroli (1730–1818)
- Victor Fenigstein (1924)
- Joseph Fennimore (1940)
- George Fenton (1950)
- Szabolcs Fenyes (1912–1986)
- Francesco Feo (1691–1761)
- Jindřich Ferenc (1881–1958)
- Oto Ferenczy (1921–2000)
- Howard Ferguson (1908–1999)
- Sean Ferguson (1962)
- Frank Ferko (1950)
- Giuseppe Ferlendis (1755–1810)
- Erik Ferling (1733–1808)
- Armando José Fernandes (1906–1983)
- Gaspar Fernandez (1566–1629)
- Oscar Lorenzo Fernandez (1897–1948)
- Cabalero Manuel Fernández (1835–1906)
- Diego Fernandez de Huete (1643–1713)
- Jorge Fernandez Guerra (1952)
- Brian Ferneyhough (1943)
- John Fernstrom (1897–1961)
- Domenico Maria Ferrabosco (1513–1574)
- Alfonso Ferrabosco ml. (1575–1628)
- Alfonso Ferrabosco st. (1543–1588)
- Antonio Ferradini (1718–1779)
- Giovanni Battista Ferrandini (1710–1791)
- Benedetto Ferrari (1603–1681)
- Carlotta Ferrari (1837–1907)
- Gabrielle Ferrari (1851–1921)
- Giacomo Ferrari (1763–1842)
- Gustave Ferrari (1872–1948)
- Luigi Ferrari-Trecate (1884–1964)
- Jean Ferrat (1930–2010)
- Giuseppe Ferrata (1865–1928)
- José Augusto da Ferreira Veiga (1838–1903)
- Mateo Ferrer (1788–1864)
- Lorenzo Ferrero (1951)
- Giovanni Battista Ferrini (1600–1674)
- William Ferris (1937–2000)
- Marco Ferro (?–1662)
- Vincenzo Ferroni (1858–1934)
- Pierre-Octave Ferroud (1900–1937)
- Alexander Ernst Fesca (1820–1849)
- Friedrich Ernst Fesca (1789–1826)
- Willem de Fesch (1687–1761)
- Constanzo Festa (1490–1545)
- Sebastiano Festa (1495–1524)
- David Fetherolf (1956)
- Adolphe Fétis (1820–1873)
- François-Joseph Fétis (1784–1871)
- Paul Fetler (1920)
- Oscar Fetras (1854–1931)
- Antoine de Fevin (1470–1512)
- Henry Février (1875–1957)

## Fi
- Jaromír Fiala (1892–1967)
- Jiří Julius Fiala (1892–1974)
- Josef Fiala (1748–1816)
- Carlo Fiamingo (1881–1961)
- Zdeněk Fibich (1850–1900)
- Hans Peter Fick (1743–1824)
- Bohumil Fidler (1860–1944)
- Erik Fiehn (1907–1977)
- John Field (1782–1837)
- Alexander von Fielitz (1860–1930)
- Paul Fievet (1892–1980)
- Viliam Figuš-Bystrý (1875–1937)
- Jan Fila (1982)
- Juraj Filas (1955)
- Lorenzo Filiasi (1878–1963)
- Max Filke (1855–1911)
- Antonín Fils (1730–1760)
- Jeremy Filsell (1964)
- Filippo Finazzi (1706–1776)
- Heinrich Finck (1444–1527)
- Herman Finck (1872–1939)
- Hermann Finck (1527–1558)
- Otto Findeisen (1862–1947)
- Irving Fine (1914–1962)
- Vivian Fine (1913–2000)
- Bohumír Finger (1660–1730)
- Siegfried Fink (1928–2006)
- Fidelio Fritz Finke (1891–1968)
- David Finko (1936)
- Ross Lee Finney (1906–1997)
- Michael Finnissy (1946)
- Giocondo Fino (1867–1950)
- Gerald Finzi (1901–1956)
- Joseph Hector Fiocco (1703–1741)
- Pietro Antonio Fiocco (1654–1714)
- Valentino Fioravanti (1764–1837)
- Vincenzo Fioravanti (1799–1877)
- Andrea Stefano Fioré (1686–1732)
- Angelo Maria Fioré (1660–1723)
- Perino Fiorentino (1523–1552)
- Nicola Fiorenza (1700–1764)
- Federigo Fiorillo (1755–1823)
- Ignazio Fiorillo (1715–1787)
- Giovani Andrea Fiorini (1704–1778)
- Karl Fiqué (1867–1930)
- Elena Olegovna Firsova (1950)
- Helen Fisher (1942)
- John Abraham Fisher (1744–1806)
- Antonio Fischer (1778–1808)
- Jan Frank Fischer (1921–2006)
- Johann Fischer (1646–1716)
- Johann Carl Christian Fischer (1752–1807)
- Johann Caspar Ferdinand Fischer (1656–1746)
- Johann Christian Fischer (1733–1800)
- Domenico Fischietti (1725–1810)
- Ján Fišer (1898–1961)
- Luboš Fišer (1935)
- Jerzy Fitelberg (1903–1951)
- Graham Fitkin (1963)
- Edward Francis Fitzwilliam (1824–1857)
- Orazio Fiume (1908–1976)

## Fl
- Nicolas Flagello (1928–1994)
- Édouard Flament (1880–1958)
- Ernst Helmuth Flammer (1949)
- William Flanagan (1923–1969)
- Ange Flégier (1846–1927)
- Mateo Flecha (1481–1553)
- Alexandru Flechtenmacher (1823–1898)
- Friedrich Gottlob Fleischer (1722–1806)
- Aloys Fleischmann (1910–1992)
- Friedrich Fleischmann (1766–1798)
- Venjamin Josifovič Flejšman (1913–1941)
- Kjell Flem (1943)
- Robert Fleming (1921–1976)
- Alan Fletcher (1956)
- Grant Fletcher (1913–2002)
- Mateu Fletxa (1481–1553)
- Bernhard Flies (1770)
- Etienne Joseph Floquet (1748–1785)
- Pietro Floridia (1860–1932)
- Charles Florio (?–1820)
- Oldřich Flosman (1925–1998)
- Friedrich von Flotow (1812–1883)
- Carlisle Floyd (1926)
- Richard Flury (1896–1967)
- George Flynn (1937)

## Fo
- Robert Fobbes (1939)
- Adolph Martin Foerster (1854–1927)
- Josef Bohuslav Foerster (1859–1951)
- Francesco Foggia (1604–1688)
- Jacopo Fogliano (1468–1548)
- Ludovico Fogliano (1475–1538)
- Francois Foignet (1782–1845)
- Charles Gabriel Foignet (1750–1823)
- Zdeněk Folprecht (1900–1961)
- Jaroslav Foltýn (1927)
- Eugénie-Émilie Juliette Folville (1870–1946)
- Jevstignej Ipatjevič Fomin (1761–1800)
- Björn Fongaard (1919–1980)
- Julio Fonseca (1885–1950)
- Manuel da Fonseca (1530–1585)
- Fabrizio Fontana (1610–1695)
- Giovanni Battista Fontana (1589–1630)
- Nicoló Fontei (?–1947)
- Jacqueline Fontyn (1930)
- Arthur Foote (1853–1937)
- Henry Forbes (1804–1859)
- Sebastian Forbes (1941)
- Thomas Ford (1580–1648)
- Aloys Forenerod (1890–1965)
- Jean Kurt Forest (1909–1975)
- Arnošt Förchtgott (1825–1874)
- Jacopo Foroni (1825–1858)
- Antoine Forqueray (1672–1745)
- Jean-Baptiste Forqueray (1699–1782)
- Hamilton Forrest (1901–1963)
- Daniel Forro (1958)
- Roland Forsberg (1939)
- František Forst (1891–1960)
- Antonín Förster (1837–1926)
- Georg Förster (1510–1568)
- Christoph Förster (1693–1745)
- Josef Förster (1804–1892)
- Josef Förster (1833–1907)
- Kaspar Förster (1616–1673)
- Cecil Forsyth (1870–1941)
- Malcolm Forsyth (1936)
- Alphonse Fortia de Piles (1758–1826)
- Wolfgang Fortner (1907–1987)
- Johann Philipp Förtsch (1652–1732)
- Gian Francesco Fortunati (1746–1821)
- Giovanni Paolo Foscarini (1629–1647)
- Lukas Foss (1922–2009)
- Francois de Fossa (1775–1849)
- Arnold Foster (1896–1963)
- Fay Foster (1886–1960)
- Jan Fotek (1928)
- Nils-Eric Fougstedt (1910–1961)
- John Foulds (1880–1939)
- Félix Fourdrain (1880–1923)
- Émile-Eugéne-Alix Fournier (1964–1897)

## Fr
- Elmérico Fracassi (1874–1930)
- Aloisio Lodovico Fracassini (1733–1798)
- Artur Roland Frackenpohl (1924)
- Wolfgang Fraenkel (1897–1983)
- Frederick Frahm (1964)
- Nicolas Étienne Framery (1745–1810)
- Jean Francaix (1912–1997)
- Zino Francescatti (1902–1991)
- Luca Francesconi (1956)
- Petronio Franceschini (1650–1680)
- Miloslav Francisci (1854–1926)
- Anthoine Francisque (1575–1605)
- César Franck (1822–1890)
- Eduard Franck (1817–1893)
- Johann Wolfgang Franck (1644–1710)
- Melchior Franck (1579–1639)
- Clemens Franckenstein (1875–1942)
- Jaroslav Francl (1906–1990)
- Johan Franco (1908–1988)
- Francois Francoeur (1698–1787)
- Francois Francoeur (1698–1787)
- Louis-Joseph Francoeur (1738–1804)
- John Frandsen (1956)
- Gabriel Fránek (1859–1930)
- Alberto Franchetti (1860–1942)
- Francesco Franchini (1700–1757)
- Auguste Franchomme (1808–1884)
- Ernst Frank (1847–1889)
- Ignác Szabadi Frank (1825–1879)
- Bernd Franke (1959)
- Benjamin Frankel (1906–1973)
- Robert Franz (1815–1892)
- Ferdinand Fränzl (1767–1833)
- Ognaz Fränzl (1736–1811)
- Marjorie Kennedy Fraser (1857–1930)
- Harold Fraser-Simson (1872–1944)
- Frauenlob (1260–1318)
- Kenneth Frazelle (1955)
- Vito Frazzi (1888–1975)
- Isadore Freed (1900–1960)
- Harry Freedman (1922–2005)
- Harry Lawrence Freeman (1869–1954)
- Eleanor Freer (1864–1942)
- Albin Frehse (1878–1973)
- Roland Freisitzer (1973)
- Frederico Freitas (1902–1980)
- Johan Henrik Freithoff (1713–1767)
- Joseph Freixanet (1730–?)
- Girolamo Alessandro Frescobaldi (1583–1643)
- Domenico Freschi (1625–1710)
- Tibor Frešo (1918–1987)
- Wilhelm Freudenberg (1838–1928)
- Erland Maria Freudenthaler (1963)
- Don Freund (1946)
- Cornelius Freundt (1535–1591)
- Giovanni Frezza (?)
- Kresimir Fribec (1908–1996)
- Peter Racine Fricker (1920–1990)
- Geza Frid (1904–1989)
- Grigorij Samujlovič Frid (1915)
- Daniel Friderici (1584–1638)
- Fridrich II. Veliký (1712–1786)
- Alessandro Mario Antonio Fridzeri (1741–1825)
- Joseph Friebert (1724–1799)
- Alexej Fried (1922)
- Oskar Fried (1871–1941)
- Arthur Friedheim (1859–1932)
- Ignaz Friedman (1882–1948)
- Jefferson Friedman (1974)
- Friedrich von Husen (1150–1190)
- Rudolf Friml (1879–1972)
- Friedrich Frischenschlager (1885–1970)
- Johann Christian Frischmuth (1741–1790)
- Johannes Fritsch (1941–2010)
- Johann Jacob Froberger (1616–1667)
- Friedrich Theodor Frohlich (1803–1836)
- Johannes Frederik Frohlich (1806–1860)
- Pierre Froidebise (1914–1962)
- Igor Alexandrovič Frolov (1937)
- Angelo Frondoni (1808–1891)
- Francesco Paolo Frontini (1860–1939)
- Ivar Frounberg (1950)
- Carl Frühling (1868–1937)
- Gunnar de Frumerie (1908–1987)
- William Henry Fry (1813–1864)
- Walter Frye (?–1475)
- Sten Frykberg (1910–1983)
- Harald Fryklof (1882–1919)

## Fu
- Julius Fučík (1872–1916)
- Miguel de Fuenllana (1535–1578)
- Sandro Fuga (1906–1994)
- Robert Jan Nepomuk Führer (1807–1861)
- Georg Friedrich Fuchs (1752–1821)
- Helmuth H. Fuchs (1931)
- Johann Nepomuk Fuchs (1842–1899)
- Kenneth Fuchs (1956)
- Lillian Fuchs (1902–1995)
- Robert Fuchs (1847–1927) (1847–1927)
- Robert Fuchs (1972) (1972)
- Keigo Fujii (1956)
- Keiko Fujiie (1963)
- Shiro Fukai (1907–1959)
- Kazuo Fukushima (1930)
- Ellen Fullman (1957)
- Luca Fumagallo (1837–1908)
- Dynam-Victor Fumet (1867–1949)
- Raphael Fumet (1898–1979)
- David Funck (1648–1699)
- Karsten Fundal (1966)
- Vivian Fung (1975)
- Johann Wilhelm Furchheim (1635–1682)
- Caspar Furstenau (1772–1819)
- Wilhelm Furtwängler (1886–1954)
- Charles Fussell (1938)
- János Fusz (1777–1819)
- Carl Futterer (1873–1927)
- Johann Joseph Fux (1660–1741)